# Al-Irhab wal kabab
Al-Irhab wal kabab (àrab: الإرهاب والكباب, Al-irhāb wa-l-kabāb, ‘Terrorisme i kebab’) és una pel·lícula de comèdia egípcia dirigida per Sherif Arafa el 1992. Un dels actors que hi actuen és Adel Imam.